# Idris lucidiceps
Idris lucidiceps är en stekelart som först beskrevs av Jean-Jacques Kieffer 1910.  Idris lucidiceps ingår i släktet Idris och familjen Scelionidae. Inga underarter finns listade i Catalogue of Life.